# .run (makeself)
.run은 makeself로 만들어진 인스톨(install) 프로그램 및 그 설치 파일 확장자이다. 일반적으로 유닉스(Unix) 계열 특히 리눅스(Linux) 계열에서 사용된다. 

## 예
.run 설치 파일을 실행시키고 프로그램을 인스톨하기 위해서는 권한있는 사용자가 실행권한을 직접적으로 인지한 상태에서 이를 체크하도록 권고하고 있다.
이는 sudo와 같은 슈퍼유저 조차도 강제할 수 없도록 하는 2중의 보안 및 안전장치를 의미하는 수행을 요구한다. 
따라서  슈퍼유저 권한으로   sudo ./0000_xyz.run이라는 파일을 설치하기 위해서는 먼저 0000_xyz.run이라는 파일의 퍼미션(permission)을 실행가능하도록 설정해주어야만한다. 한편 슈퍼유저 권한은 /root를 기준 디렉토리(directory)를 가리킬수있으며 이는 설치 권한에 무결성을 오류를 제기할 수 있어 설치 진행이 중단될 수 있다. 이러한 이유등에서  아래와 같은 커맨드라인(command line)에서의  sudo(슈퍼유저) 권한을 명시하지 않음으로써 /Home을 기준 디렉토리(directory)로 가리키도록 함으로써 보안적으로도 안정된 설치를 진행할 수 있다. 
> chmod a+x  ./0000_xyz.run
> ./0000_xyz.run

## 같이 보기
- .sh